# The Wanderer (utwór U2)
The Wanderer – piosenka grupy U2, pochodząca z albumu Zooropa, wydanego w 1993 roku. Główny wokal wykonuje wykonawca muzyki country, Johnny Cash, a Bono śpiewa tylko pod koniec utworu w chórkach.
Piosenka nigdy nie została wykonana podczas żadnego koncertu przez Johnny'ego Casha, natomiast U2 wykonało ją raz, podczas programu telewizyjnego I Walk the Line: A Night for Johnny Cash, po śmierci Casha w 2003 roku. Wokal falsetem zaśpiewał The Edge.
Specjalna wersja piosenki, zawierająca dodatkowy wers, została wydana na soundtracku filmu Tak daleko, tak blisko.
Piosenka znalazła się także na kompilacyjnym albumie Johnny'ego Casha, The Legend of Johnny Cash.